# 太田美帆
太田 美帆（おおた みほ）は、日本の音楽家。

## 人物
東京都生まれ。
小学2年生の時、東京少年少女合唱隊へ入隊。グレゴリオ聖歌を始めとするカトリック教会音楽の旋律に心を奪われる。当時共に在籍していた仲間達と「聖歌隊CANTUS」を結成。
様々なアーティストと「コーラス」を通じてコラボーレーションを重ねる。

## 映画
- 「ノルウェーの森」

トラン・アン・ユン監督作品。劇中にてノルウェーの森を歌唱。
- 「人間失格」

荒戸源次郎監督作品。大貫妙子の歌う劇中歌アヴェマリアにCANTUSとしてコーラスを担当。音楽は中島ノブユキ。
- 「黒執事」

大谷健太郎監督作品。水嶋ヒロ、剛力彩芽主演。映画の中でラテン語歌詞を8曲作詞。音楽は松浦晃久。

## テレビドラマ
- 「八重の桜」

2013年のNHK大河ドラマにCANTUSとして挿入歌を担当。音楽は中島ノブユキ。
- 「グーグーだって猫である2 -good good the fortune cat-」

犬童一心監督作品。CANTUSとして挿入歌を担当。音楽は高田漣。
- 「ガウディの遺言」

NHK BSプレミアムの劇中歌「CURTAIN CALL」にCANTUSとしてコーラスを担当。音楽はharuka nakamura。

## WS
- 「アンサンブルズ東京」

大友良英ディレクションによる参加型音楽フェスティバルにおいて、坂本美雨と参加者によるアカペラ合唱団を結成。合唱指導及び、日本唱歌の編曲を行う。
- 「声のWS」

美肌室ソラにて2016年より月に1度のペースで声のWSを行う。

## コーラスアレンジ
- 坂本美雨with CANTUS「Sing with me」「Sing with me 2」

両アルバムの全曲コーラスアレンジを担当。
- 2014年NHK-FM「ディズニー特番」

ディズニーナンバーを10曲アレンジ。
- 「音楽のある風景」「光」「CURTAIN CALL」

haruka nakamuraの作品におけるCANTUS歌唱曲のコーラスアレンジを担当。

## ファッションショー
- 「support surface」

デザイナー：研壁宣男(すりかべのりお)のファッションショーの音楽をharuka nakamura laboとして歌唱。

## 過去の共演者
- haruka nakamura
- 坂本龍一
- 坂本美雨
- UA
- 高木正勝
- 中島ノブユキ
- 阿部海太郎
- コトリンゴ
- 林正樹
- トウヤマタケオ
- nakaban
- fishmans
- アンサリー
- 七尾旅人
- 飴屋法水
- 齋藤陽道
- 大野由美子
- 森ゆに
- 田辺玄
- AOKI,hayato
- 内田輝
- ISAO
- ARAKI shin
- 根本理恵
- 武田カオリ
- baobab
- fripSide

など